# Gemeentelijke herindeling in Groningen 2013-2018
De provincie Groningen is begin 2013 een traject gestart dat moet leiden tot een gemeentelijke herindeling van de hele provincie. Hierbij moeten de bestaande 23 gemeenten opgaan in vijf of zes nieuwe gemeenten. Basis voor het plan is het advies Grenzeloos Grunnen van een onafhankelijke adviescommissie onder leiding van de vroegere commissaris van de Koningin in Overijssel, Geert Jansen. Na het rapport van de commissie-Jansen is het woord aan de gemeenten. In december 2013 dienden alle gemeenten hun voorkeursvariant bekend te maken.

## Advies commissie-Jansen
De commissie-Jansen adviseert om zes nieuwe gemeenten te vormen. Daarbij wordt de provinciegrens als vaststaand feit aangenomen. Een fusie van Haren met het Drentse Tynaarlo, waar in de gemeente Haren wel over gedacht wordt, is door de commissie niet onderzocht omdat zij enkel een opdracht had van de provincie Groningen. Ten aanzien van eerdere herindelingen stelt de commissie op beperkte schaal een aantal correcties voor. De commissie stelt de volgende zes gemeenten voor:
- Hogeland, bestaande uit de huidige gemeenten De Marne, Winsum, Bedum, een deel van Eemsmond en een klein deel van Zuidhorn. Volgens de cijfers van 2013 circa 51.000 inwoners.
- Westerkwartier: de huidige gemeenten Grootegast, Marum, Leek en Zuidhorn (afgezien van het kleine deel dat naar Hogeland gaat). In 2013 circa 61.000 inwoners.
- Stad Groningen: de gemeenten Groningen, Ten Boer, Haren en een deel van Slochteren (Meerstad). In 2013 circa 221.000 inwoners.
- Eemsdelta: de gemeenten Delfzijl, Appingedam, Loppersum en een deel van Eemsmond, aangevuld met correcties met Slochteren en Oldambt. In 2013 circa 50.000 inwoners.
- De Compagnie: de gemeenten Hoogezand-Sappemeer, Menterwolde, Veendam, Pekela en deel van Slochteren. In 2013 circa 102.000 inwoners.
- Oost-Groningen: de gemeenten Stadskanaal, Vlagtwedde, Bellingwedde en Oldambt. In 2013 circa 96.000 inwoners.

## Adviezen gemeenten
In aanloop naar de deadline van de provincie hebben alle gemeenten discussies gevoerd en een standpunt gevormd. De gemeenteraden hebben uiteindelijk het laatste woord in de herindeling.
- Noord-Groningen: hier adviseren de burgemeesters van de verschillende gemeenten één zogenaamde supergemeente (van Lauwerszee tot Dollard tou, naar de eerste regel van het Grönnens laid), waar de commissie-Jansen nog uitging van twee gemeenten. De gemeenten De Marne, Winsum, Bedum, Eemsmond, Loppersum, Appingedam en Delfzijl zouden hierin moeten opgaan. De gemeenteraden lijken dat voorstel niet allemaal over te nemen.
- Oost- en Zuidoost-Groningen: hier zijn de meningen nog over twee varianten verdeeld. In de eerste variant wordt grotendeels de indeling gevolgd van de commissie-Jansen: een gemeente Oost-Groningen met Oldambt, Bellingwedde, Vlagtwedde, Stadskanaal en Pekela en een gemeente De Compagnie met Slochteren, Hoogezand-Sappemeer, Veendam en Menterwolde. Deze variant heeft de voorkeur van Slochteren en Veendam. De tweede variant wijkt af van de commissie-Jansen: hierbij fuseren enerzijds de langs het traject van snelweg A7 (Groningen-Duitse grens) gelegen gemeenten Oldambt, Slochteren, Menterwolde en Hoogezand-Sappemeer en anderzijds ontstaat een gemeente Zuidoost-Groningen waarin Veendam, Pekela, Bellingwedde, Vlagtwedde en Stadskanaal opgaan. Deze tweede variant is favoriet in Oldambt, Hoogezand-Sappemeer en Stadskanaal. De gemeenten Vlagtwedde en Bellingwedde hebben in september 2013 besloten om per 1 januari 2018 te fuseren onder de naam Westerwolde. Ze willen niet opgaan in een groter geheel met o.a. Stadskanaal.[3][4] Hoogezand-Sappemeer, Slochteren (minus Meerstad) en Menterwolde kozen voor een fusie met zijn drieën die als naam Midden-Groningen moet krijgen.
- Westerkwartier: hier gaan de vier betrokken gemeentebesturen mee in het advies van de commissie-Jansen.
- Stad Groningen: de drie betrokken gemeentebesturen volgden ook hier het advies van de commissie-Jansen. Haren heeft echter in 2015 vooralsnog gekozen voor het onderzoeken van een fusie met de gemeente Tynaarlo in Drenthe. Nadat Tynaarlo had aangegeven niet geïnteresseerd te zijn koos Haren voor zelfstandigheid, maar werd vervolgens door het provinciebestuur gedwongen om te overleggen met Groningen en Ten Boer.

## Situatie in 2023
Inmiddels zijn er diverse nieuwe gemeenten gevormd, waardoor er nog tien gemeenten zijn overgebleven:

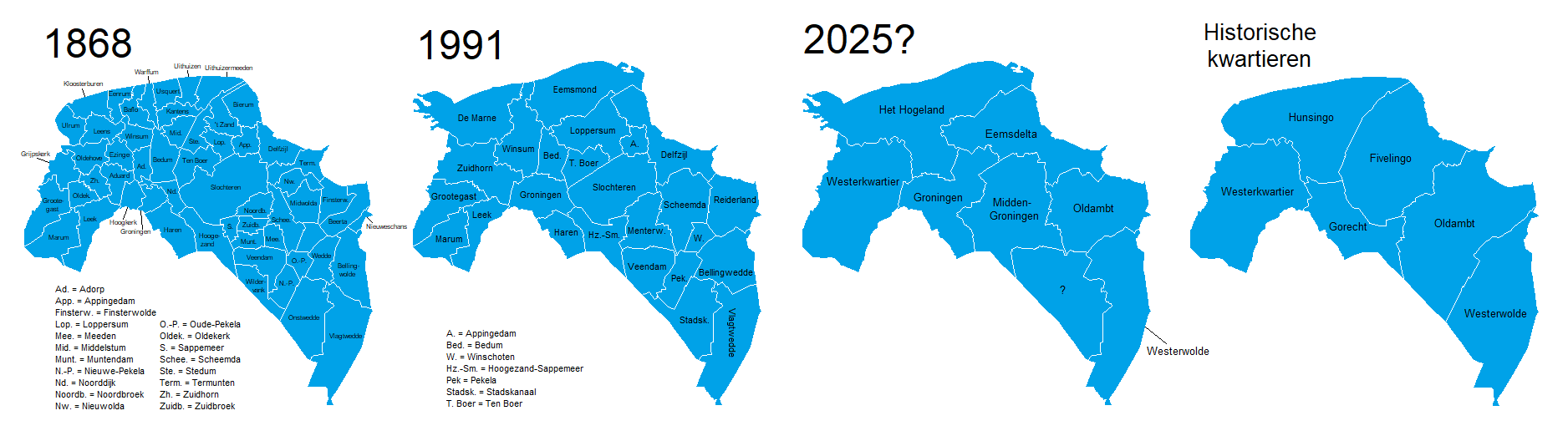
Gemeenten in Groningen in 1868, 1991, de waarschijnlijke situatie in 2025 en de historische grenzen van de kwartieren ter vergelijking

- Eemsdelta
- Groningen
- Het Hogeland
- Midden-Groningen
- Oldambt
- Pekela
- Stadskanaal
- Veendam
- Westerkwartier